# Пересмешниковые
Пересме́шниковые (лат. Mimidae) — многочисленное семейство птиц из отряда воробьинообразных. Относится к подотряду певчих воробьиных. Длина тела пересмешниковых составляет около 30 см, их оперение как правило неприметной расцветки, варьирующей от серой до коричневой. На американском континенте обитает 34 вида, область распространения которых простирается от Канады до Огненной Земли.

## Описание

### Внешний вид
Представители семейства — это птицы среднего размера с длиной тела 20—30 см. Окрашены обычно однотонно, в белые, серый или коричневые тона. Некоторые птицы окрашены в синий или чёрный цвет. на крыльях и вершинах рулевых перьев у некоторых видов есть белые пятна. Сезонного и полового диморфизма в окраске нет. Крылья недлинные и закруглённые. Хвост удлинённый и ступенчатый. Клюв острый и сильный. Лапы длинные. Хорошо передвигаются по земле и деревьям.

### Голос
Характерно громкое и разнообразное пение. Пересмешниковые могут заимствовать песни у других птиц. В течение всего года можно услышать их песни — так птицы обозначают свои территории. В период размножения некоторые виды поют и ночью.

## Размножение

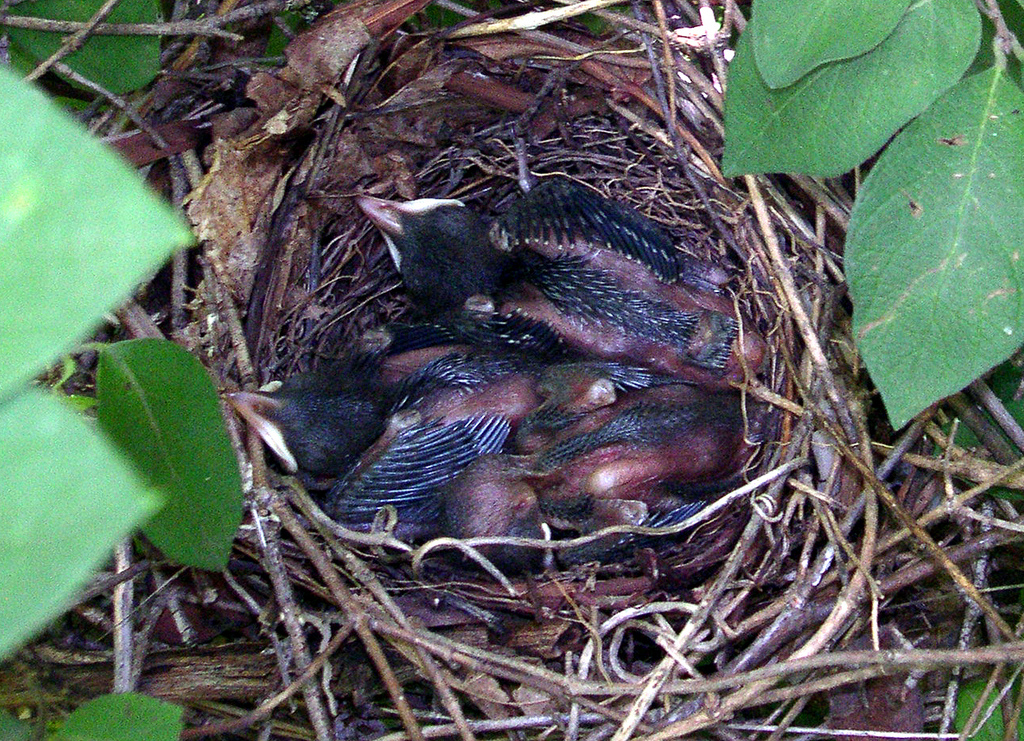
Птенцы кошачьего пересмешника

В брачный период образуют пары и начинают строго охранять свои территории. Гнездятся на деревьях, на высоте 1-6 м от земли. Гнездо строят оба партнёра. В кладке 2-6 яиц. У большинства видов насиживает только самка, но кормят птенцов оба родителя. У некоторых видов существуют гнездовые помощники. Певчие пересмешники и представитель рода Oreoscoptes могут петь и во время полёта. Певчие пересмешники лучшие певцы в семействе и хорошо умеют имитировать голоса других птиц. У кошачьего пересмешника крик похож на мяуканье кошки.

## Питание
Кошачий пересмешник и чёрный пересмешник питаются различными насекомыми и плодами, а Жемчужноглазый крикливый пересмешник — только насекомыми, которых он ищет в кронах деревьев. Певчие пересмешники отлично приспособлены, чтобы искать беспозвоночных на земле, в лесной подстилке или песке.

## Распространение

### Ареал
Обитают на обширной территории от Канады до Чили, наибольшее разнообразие видов в Центральной Америке. Все роды можно условно разделить на две группы: Певчие пересмешники, Oreoscoptes, Кошачьи пересмешники, Чёрные пересмешники и Кривоклювые пересмешники, представители которого распространены на территории Северной Америки, и Черноухие пересмешники, Крикливые пересмешники, Пищуховые пересмешники и Ramphocinclus, из Центральной Америки и западной Индии.

### Места обитания
Большинство видов населяют открытые сухие ландшафты с зарослями кустарников или кактусов. Также могут селиться на плантациях. Некоторые стали постоянными спутниками человека. Никогда не образуют стаи и живут отдельно (за исключением периода в сезон гнездования).

## Классификация
В состав семейства включают 10 родов с 35 видами:
- Род Allenia Cory, 1891

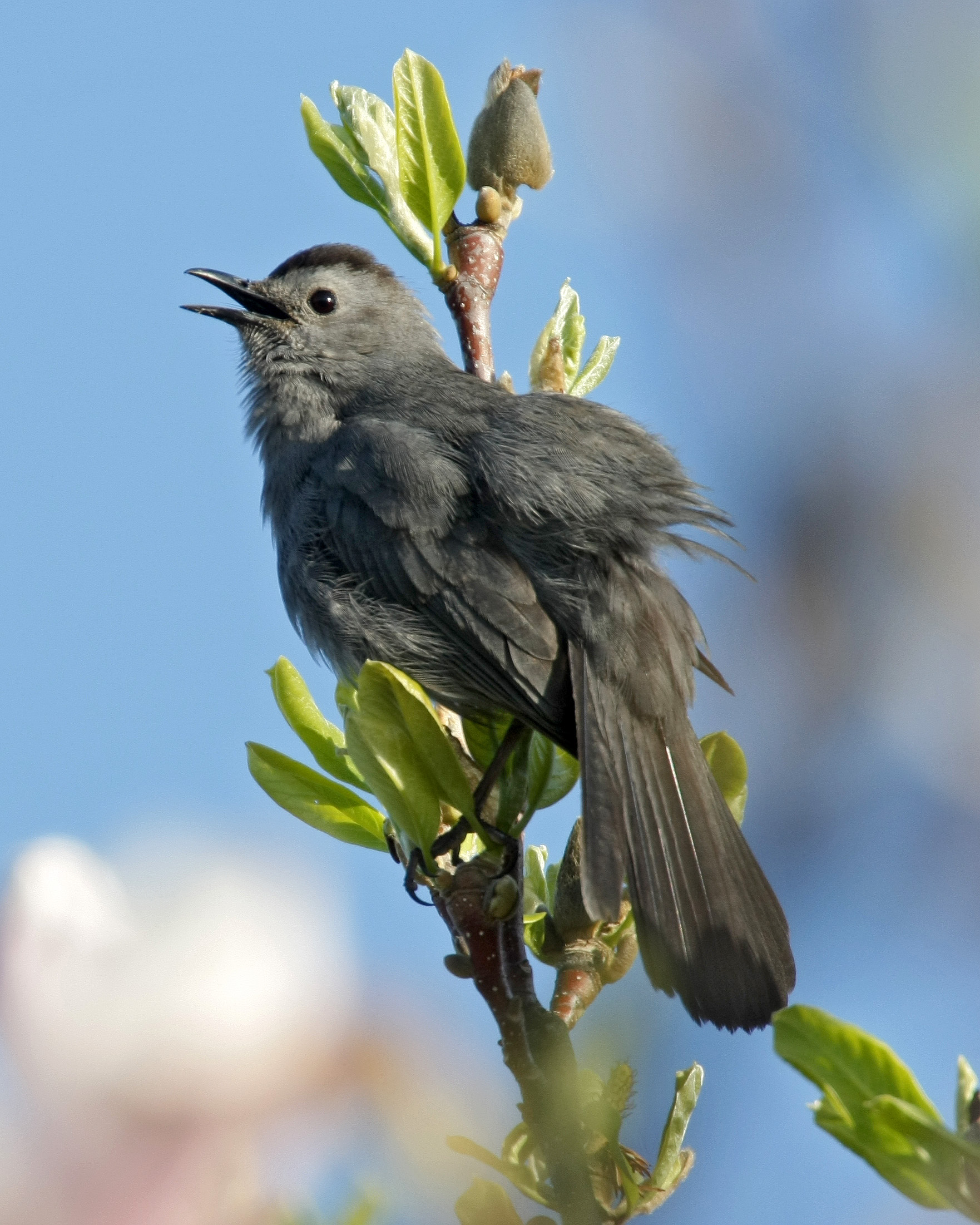
Кошачий пересмешник

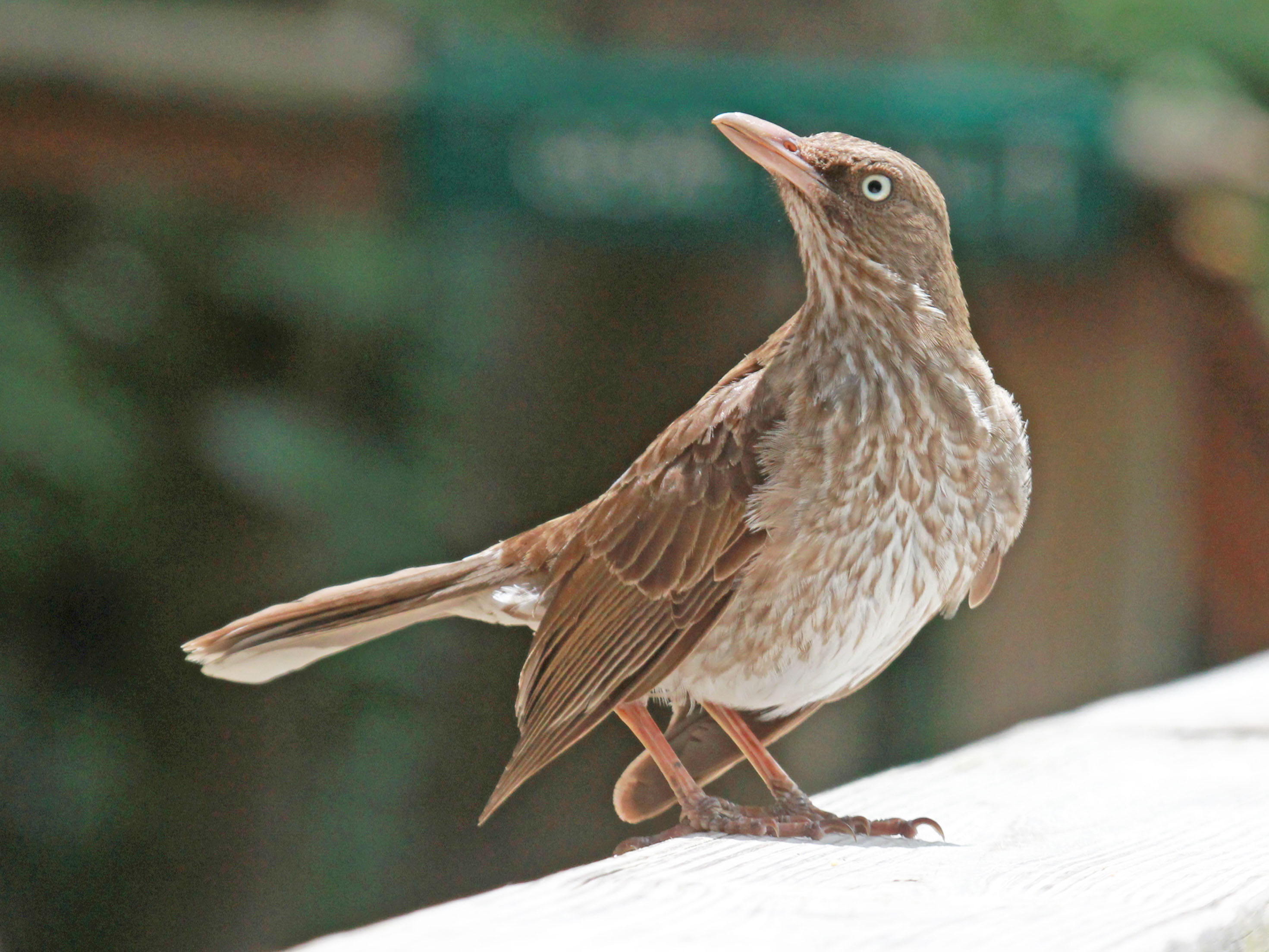
Жемчужноглазый крикливый пересмешник

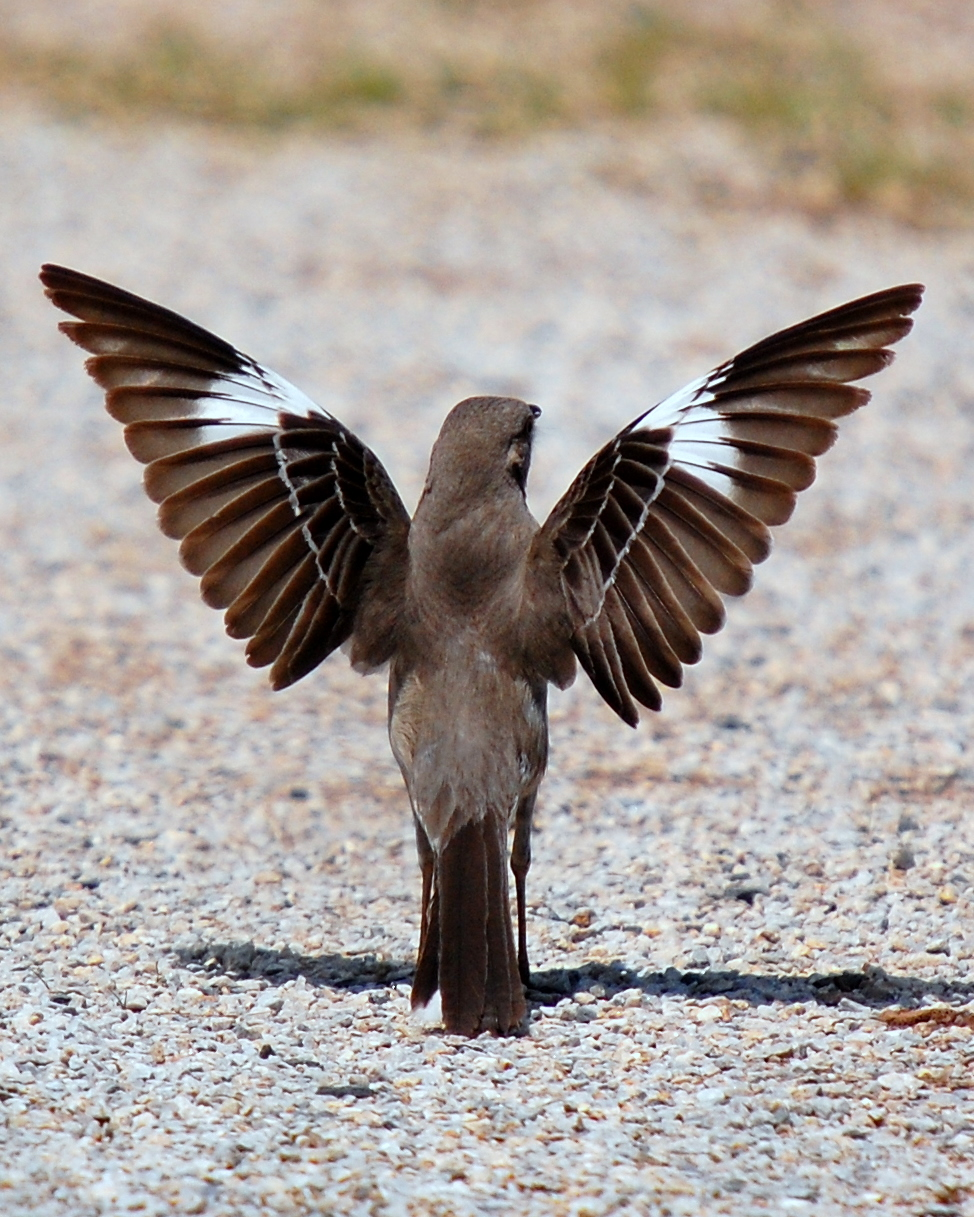
Североамериканский певчий пересмешник

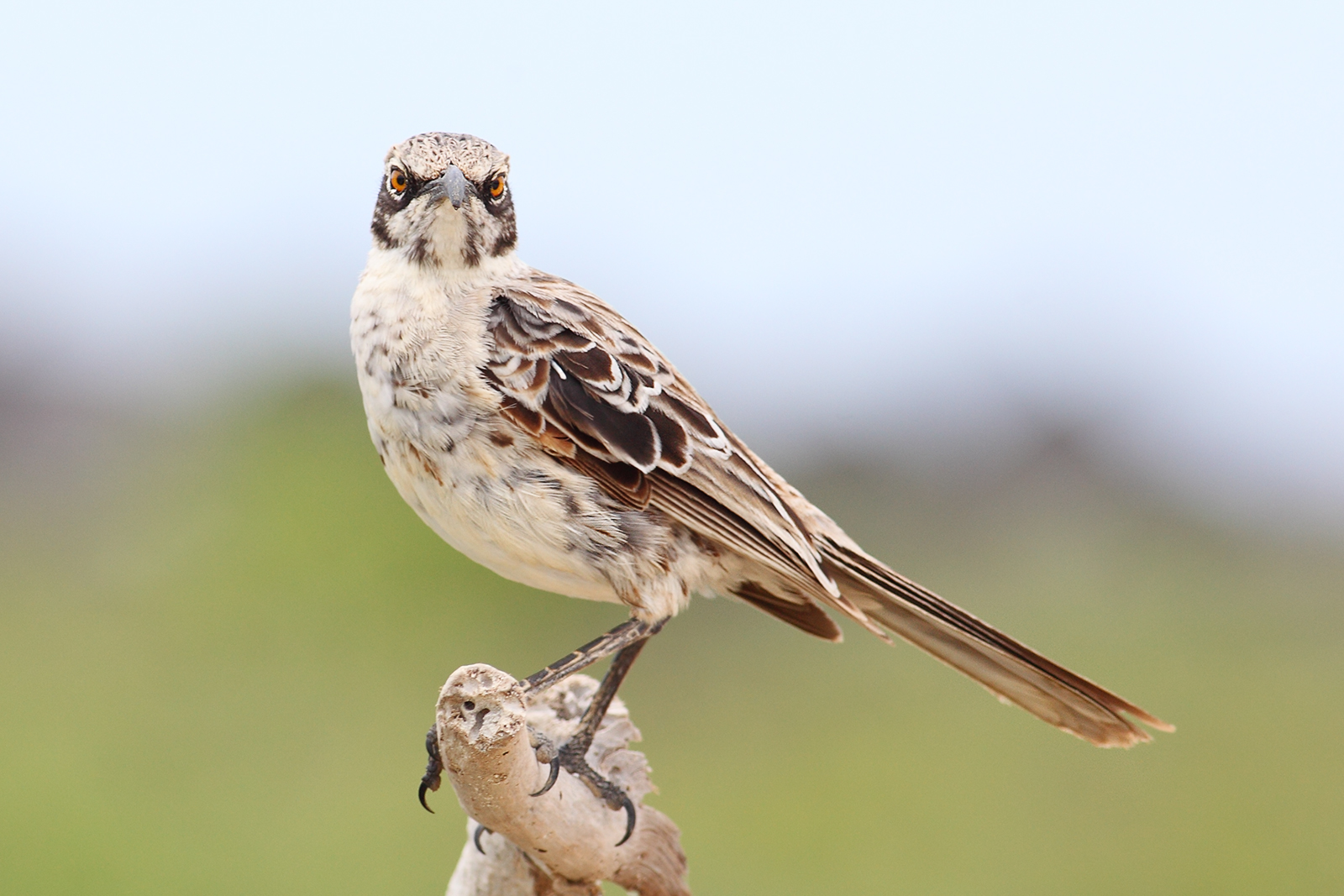
Mimus macdonaldi

  - Allenia fusca — Чешуегрудый крикливый пересмешник
- Род Cinclocerthia Gray, 1840 — Пищуховые пересмешники
  - Cinclocerthia gutturalis
  - Cinclocerthia ruficauda — Коричневый пищуховый пересмешник
- Род Dumetella Wood, 1837 — Кошачьи пересмешники
  - Dumetella carolinensis — Кошачий пересмешник
- Род Margarops Sclater, 1859 — Крикливые пересмешники
  - Margarops fuscatus — Жемчужноглазый крикливый пересмешник
- Род Melanoptila Sclater, 1858 — Чёрные пересмешники
  - Melanoptila glabrirostris — Чёрный пересмешник
- Род Melanotis Bonaparte, 1850 — Черноухие пересмешники
  - Melanotis caerulescens — Синий черноухий пересмешник
  - Melanotis hypoleucus — Сине-белый черноухий пересмешник
- Род Mimus Boie, 1826 — Певчие пересмешники — 14 видов
- Род Oreoscoptes Baird, 1858
  - Oreoscoptes montanus — Горный кривоклювый пересмешник
- Род Ramphocinclus Lafresnaye, 1843
  - Ramphocinclus brachyurus — Белогрудый пищуховый пересмешник
  - Ramphocinclus sanctaeluciae
- Род Toxostoma Wagler, 1831 — Кривоклювые пересмешники — 10 видов

Ранее к данному семейству принадлежал черноголовый пересмешник (Donacobius atricapilla), который сейчас находится в отдельном монотипическом семействе Donacobiidae.